# Gralewo (gmina)
Gralewo (do 1954 Strożęcin) – dawna gmina wiejska istniejąca w latach 1973–1976 w woj. warszawskim, a następnie w woj. ciechanowskim (dzisiejsze woj. mazowieckie). Siedzibą gminy było Gralewo.
Gminę Gralewo utworzono 1 stycznia 1973 roku w powiecie płońskim w woj. warszawskim Gmina objęła 25 sołectw, należacych przed 1954 rokiem do gmin Strożęcin (w powiecie płońskim) i Drobin (w powiecie płockim).
9 grudnia 1973 z gminy Gralewo wyłączono sołectwo Kiniki, włączając je do  gminy Raciąż w ówczesnym powiecie sierpeckim.
1 czerwca 1975 gmina weszła w skład nowo utworzonego woj. ciechanowskiego.
1 lipca 1976 roku gmina została zniesiona, a jej obszar włączono do gmin:
- Baboszewo (Bożewo, Cywiny-Dynguny, Cywiny Wojskie, Lutomierzyn i Niedarzyn),
- Raciąż (Bogucin, Chyczewo, Ćwiersk, Dobrska Kolonia, Dobrska Włościany, Drozdowo, Kaczorowy, Kiełbowo, Kozolin, Kraśniewo, Nowe Gralewo, Nowe Młodochowo, Pęsy, Stare Gralewo, Stare Młodochowo, Strożęcin, Szapsk, Wempiły i Złotopole).